# Grandpuits-Bailly-Carrois
Grandpuits-Bailly-Carrois és un municipi francès, situat al departament de Sena i Marne i a la regió de Illa de França. L'any 2007 tenia 975 habitants.
Forma part del cantó de Nangis, del districte de Provins i de la Comunitat de comunes de la Brie Nangissienne.

## Demografia

### Població
El 2007 la població de fet de Grandpuits-Bailly-Carrois era de 975 persones. Hi havia 323 famílies, de les quals 60 eren unipersonals (36 homes vivint sols i 24 dones vivint soles), 108 parelles sense fills, 127 parelles amb fills i 28 famílies monoparentals amb fills.
La població ha evolucionat segons el següent gràfic:
Habitants censats

### Habitatges
El 2007 hi havia 373 habitatges, 342 eren l'habitatge principal de la família, 13 eren segones residències i 18 estaven desocupats. 336 eren cases i 30 eren apartaments. Dels 342 habitatges principals, 290 estaven ocupats pels seus propietaris, 40 estaven llogats i ocupats pels llogaters i 12 estaven cedits a títol gratuït; 12 tenien una cambra, 13 en tenien dues, 33 en tenien tres, 97 en tenien quatre i 187 en tenien cinc o més. 273 habitatges disposaven pel capbaix d'una plaça de pàrquing. A 144 habitatges hi havia un automòbil i a 177 n'hi havia dos o més.

### Piràmide de població
La piràmide de població per edats i sexe el 2009 era:
| Homes | Edats   | Dones |
| ----- | ------- | ----- |
| 0     | 95 o +  | 0     |
| 0     | 90 a 94 | 0     |
| 0     | 85 a 89 | 4     |
| 4     | 80 a 84 | 4     |
| 4     | 75 a 79 | 16    |
| 16    | 70 a 74 | 8     |
| 16    | 65 a 69 | 32    |
| 12    | 60 a 64 | 20    |
| 20    | 55 a 59 | 12    |
| 44    | 50 a 54 | 32    |
| 24    | 45 a 49 | 24    |
| 32    | 40 a 44 | 40    |
| 64    | 35 a 39 | 48    |
| 24    | 30 a 34 | 52    |
| 12    | 25 a 29 | 16    |
| 12    | 20 a 24 | 28    |
| 48    | 15 a 19 | 52    |
| 56    | 10 a 14 | 36    |
| 32    | 5 a 9   | 56    |
| 16    | 0 a 4   | 16    |

## Economia
El 2007 la població en edat de treballar era de 654 persones, 488 eren actives i 166 eren inactives. De les 488 persones actives 445 estaven ocupades (242 homes i 203 dones) i 43 estaven aturades (22 homes i 21 dones). De les 166 persones inactives 42 estaven jubilades, 78 estaven estudiant i 46 estaven classificades com a «altres inactius».

### Ingressos
El 2009 a Grandpuits-Bailly-Carrois hi havia 338 unitats fiscals que integraven 949 persones, la mediana anual d'ingressos fiscals per persona era de 20.119 €.

### Activitats econòmiques
Dels 35 establiments que hi havia el 2007, 3 eren d'empreses de coc i refinatge, 1 d'una empresa de fabricació de material elèctric, 1 d'una empresa de fabricació d'altres productes industrials, 3 d'empreses de construcció, 5 d'empreses de comerç i reparació d'automòbils, 8 d'empreses de transport, 4 d'empreses d'hostatgeria i restauració, 4 d'empreses immobiliàries i 6 d'empreses de serveis.
Dels 3 establiments de servei als particulars que hi havia el 2009, 1 era una autoescola, 1 paleta i 1 electricista.
L'any 2000 a Grandpuits-Bailly-Carrois hi havia 15 explotacions agrícoles.

## Equipaments sanitaris i escolars
El 2009 hi havia una escola elemental.

## Poblacions més properes
El següent diagrama mostra les poblacions més properes.